# Amateurastronomie

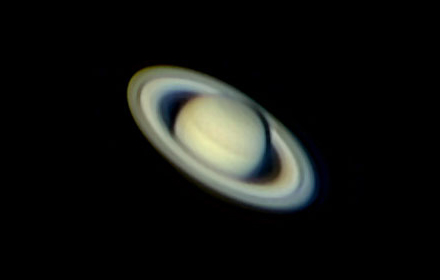
Opname van Saturnus, gemaakt door een amateurastronoom

Amateurastronomie is een onderdeel van de astronomie dat door amateurs wordt beoefend. Hoewel de meeste amateurastronomen hun hobby uitvoeren voor hun plezier en om hun persoonlijke kennis uit te breiden is astronomie tevens een van de weinige takken van wetenschap waar amateurs een belangrijke bijdrage kunnen leveren aan de wetenschappelijke kennis over het heelal, met name op het terrein van veranderlijke sterren, waarnemingen van planetoïden en sterbedekkingen door de maan. Op deze terreinen kunnen professionele astronomen niet de tijd en de middelen besteden waar amateurs met bescheiden middelen en mobiliteit juist wel veel nuttige waarnemingen kunnen doen. Amateurs kunnen ook bijdragen leveren door middel van burgerwetenschapsprojecten.

## Instrumentarium
In veel gevallen kan waarneming met het blote oog of met een kleine verrekijker al nuttige informatie, of in ieder geval veel voldoening opleveren. Door met het blote oog de nachtelijke hemel te observeren krijgt de hobbyist een goed beeld van de diverse sterrenbeelden en kan men de maanfasen eenvoudig volgen. Ook meteoorregens zijn het beste zonder telescoop te zien. De meeste amateurastronomen echter gebruiken één of meer instrumenten zoals een verrekijker of een telescoop.
Let op: kijk nooit met een telescoop of verrekijker naar de zon.

### Verrekijker
Met een eenvoudige verrekijker zijn al vele objecten te zien die met het blote oog niet of nauwelijks waar te nemen zijn. Een verrekijker biedt goed zicht op de grotere formaties op de maan en laat bijvoorbeeld ook de manen van Jupiter zien. Ook zijn tientallen sterrenhopen en nevels te zien, de zogenaamde deepskyobjecten zoals de Pleiaden, het Andromeda Melkwegstelsel en de Orionnevel.

### Soorten telescopen
Er bestaan twee basistypen telescoop, de lenzentelescopen of refractoren en spiegeltelescopen of reflectoren. Refractoren maken gebruik van lenzen en zijn relatief groter en zwaarder dan vergelijkbare reflectoren. Zij bieden echter wel een beter beeld.

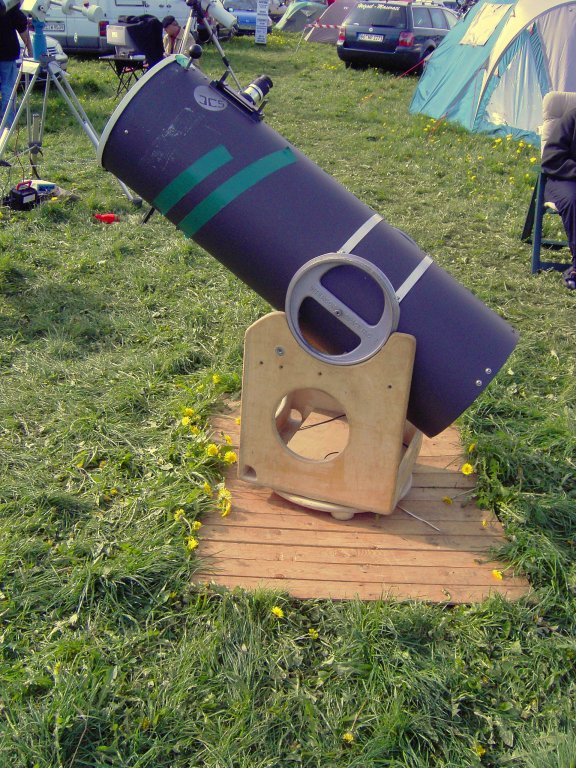
Voorbeeld van een dobsontelescoop

Spiegeltelescopen zijn goedkoper dan vergelijkbare refractoren en eenvoudiger in het gebruik. Dat geldt met name voor de zogenaamde dobsontelescopen (eigenlijk een newtontelescoop op dobsonmontering), die een zeer eenvoudige constructie en opstelling hebben.

### Andere hulpmiddelen
Andere hulpmiddelen die amateurastronomen gebruiken zijn bijvoorbeeld oculairen, stercatalogi, almanakken en sterrenkaarten die helpen bij het vinden van specifieke objecten, astronomische software en middelen om waarnemingen vast te leggen zoals schetsboeken, logboeken of fotocamera's.

## Observaties vastleggen

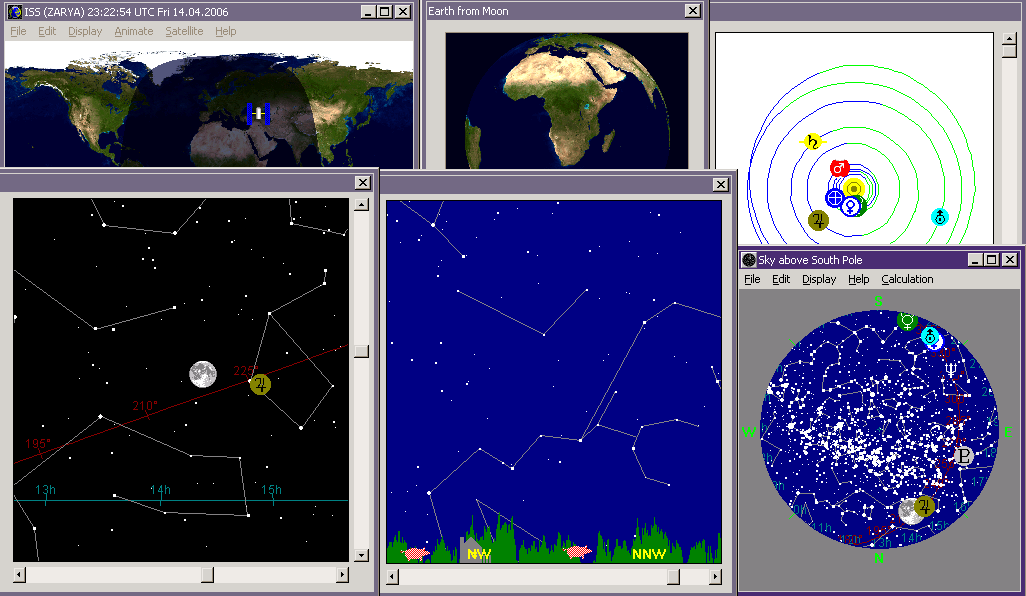
Screenshot van een astronomisch softwarepakket

Verschillende manieren om een waarneming vast te leggen staan open voor de amateurastronoom. Velen kiezen voor het simpelweg gadeslaan van hemellichamen voor het plezier. Anderen kiezen voor het bijhouden van een logboek waarin details over de waargenomen objecten en algemene luchtcondities zoals helderheid en lichtvervuiling kunnen worden genoteerd.
Een veelgebruikte methode voor het vastleggen van observaties is de astrofotografie waarbij foto's gemaakt met behulp van een bescheiden telescoop spectaculaire resultaten kunnen opleveren. Als alternatief voor fotografie gebruiken veel amateurs schetsboeken om schetsen in te bewaren van de objecten die door de telescoop gezien worden.

## Het verzamelen van namen en bijnamen van astronomische objecten buiten het zonnestelsel
Een aparte tak van de amateurastronomie bestaat uit het verzamelen van de benamingen van deepskyobjekten. Deze benamingen zijn aan dit soort objecten gegeven om de herkenning ervan gemakkelijker te maken. Elk object heeft een aantal identificatienummers gekregen, behorend tot een omvangrijke hoeveelheid sterrenkundige catalogi. Deze ingewikkeld uitziende identificatienummers geven een verwarrende indruk en zijn vaak de oorzaak van misverstanden. Amateurastronomen weten vrijwel onmiddellijk welk object bedoelt wordt als ze een bepaalde naam, zoals bijvoorbeeld de Paardenkopnevel (Horsehead nebula) ergens lezen in een boek, een magazine, of een online bron. Dankzij de komst van de digitale astrofotografie worden veel meer deepskyobjecten ontdekt en gefotografeerd dan in de jaren van de analoge astrofotografie. Vrijwel elk gefotografeerd object krijgt, meestal gerelateerd tot de daarin waargenomen Pareidolie, een eigen naam of bijnaam. De hobby van het intensief opzoeken van deze namen en bijnamen, alsook het opzoeken van de (van namen voorziene) objecten, kan beschouwd worden als een verkenningstocht doorheen de verscheidenheid aan sterrenatlassen, zowel in boekvorm als digitaal.
Ook kunnen eigen uitgevonden namen gegeven worden aan objecten die nog geen namen hebben. Deze namen fungeren ook weer als geheugensteuntjes, zoals bijvoorbeeld het CC Tucanae stelsel (NGC 360), dat, vanaf de aarde gezien, zich schijnbaar net ten zuiden van de langperiodieke veranderlijke ster CC Tucanae (HD 6311) bevindt. CC Tucanae kan aldus door amateurastronomen als gidsster aangewend worden om m.b.v. telescopen op zoek te gaan naar NGC 360.

## Het opzoeken en waarnemen van telescopische asterismen
Telescopische asterismen zijn groepjes gevormd door sterren die, vanaf de Aarde gezien, schijnbaar in elkaars buurt staan. Deze groepjes kunnen beschouwd worden als mini sterrenbeeldjes. Om de visuele verkenning van de sterrenhemel makkelijker te maken hebben tal van amateurastronomen een hele reeks telescopische asterismen ontdekt en er namen en bijnamen aan gegeven. Vrijwel het bekendste asterisme is Brocchi's cluster (Collinder 399) in het sterrenbeeld Vosje, dat sterk lijkt op een kleerhanger. Dit asterisme kreeg dan ook de bijnaam Coathanger.

## Wetenschappelijke bijdragen
Amateurastronomen kunnen nuttige bijdragen leveren die voor professionele astronomen van belang zijn. Verslagen van waarnemingen gedaan door hobbyisten worden vaak op één punt verzameld door organisaties die zich specialiseren in een specifiek terrein binnen de sterrenkunde.

### Veranderlijke sterren
Vele duizenden sterren vertonen variaties in hun helderheid, de zogenaamde veranderlijke sterren, veroorzaakt door fysische processen binnenin de ster (intrinsieke veranderlijken) of door onderlinge verduisteringen bij dubbelsterren (extrinsieke veranderlijken). Vooral waarnemingen aan de intrinsieke veranderlijken zijn van wetenschappelijk belang. Amateurs spelen hierbij een belangrijke rol daar zij als groep continue waarnemingen kunnen verrichten aan deze objecten waardoor de variaties in een lichtcurve kunnen worden vastgelegd. Professionele astronomen gebruiken deze gegevens bij de analyse van de verschillende typen sterren.

### Sterbedekkingen
Sterbedekkingen waarbij de maan, of zeldzamer, een planeet of een planetoïde een ster bedekt vormen een ander terrein waar amateurs kunnen bijdragen aan het wetenschappelijk onderzoek. Met relatief bescheiden instrumenten zijn sterbedekkingen te volgen en door de momenten van verduistering en herverschijning van sterren nauwkeurig te bepalen kan dit bijdragen om de baan van de maan en planeten met meer precisie te bepalen.
Bij planetoïden, waar niet alleen de baan maar ook de afmetingen en de vorm van de hemellichamen onvoldoende nauwkeurig bekend zijn, kan zelfs een negatieve waarneming van belang zijn. Verenigingen van amateurs die zich in deze waarnemingen specialiseren organiseren regelmatig expedities om deze verschijnselen te observeren waarbij de leden van de groep zich dan verspreiden over een gebied waar de occultatie verwacht wordt. Zo kunnen de vorm en afmeting van een planetoïde zeer nauwkeurig worden bepaald.

### Kometen

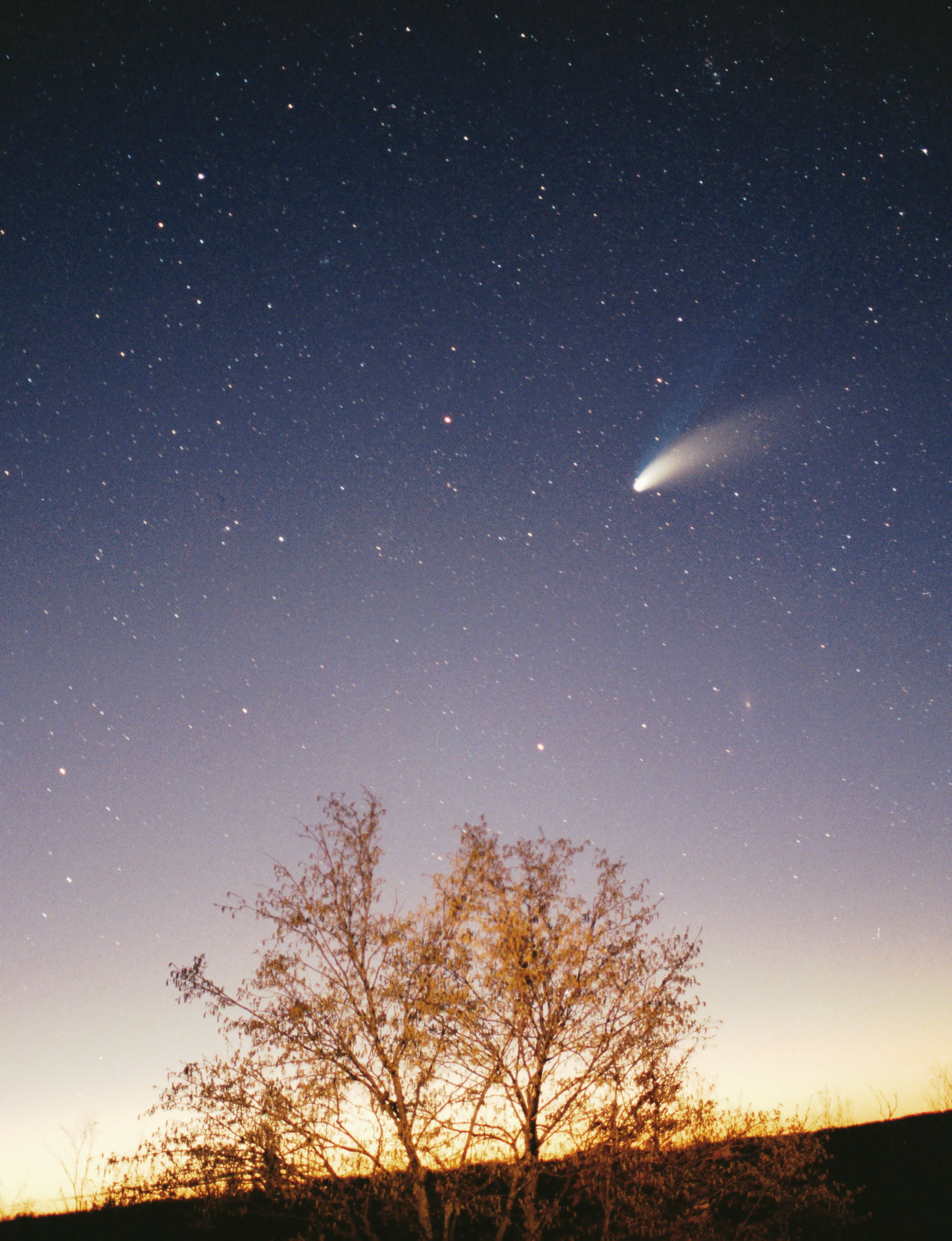
Komeet Hale-Bopp

Hoewel van veel periodieke kometen bekend is wanneer zij zichtbaar zijn vanaf de aarde verschijnen er ook regelmatig kometen aan de hemel die tot dan toe onbekend waren. Amateurs hebben een belangrijke rol gespeeld bij de ontdekking van deze objecten, hoewel dat tegenwoordig minder vaak voorkomt dan vroeger, mede door enkele georganiseerde, professionele projecten die systematisch de hemel afzoeken naar nieuwe kometen en planetoïden.
In augustus 2019 is de interstellaire komeet 2I/Borisov door een amateurastronoom ontdekt.

## Organisaties
Er bestaan diverse organisaties en verenigingen waar amateurastronomen zich bij aansluiten en die de hobby ook bij het grote publiek onder de aandacht trachten te brengen. In Nederland is de Nederlandse Vereniging voor Weer- en Sterrenkunde actief alsmede Stichting De Koepel. Begin 2014 heeft Stichting De Koepel haar activiteiten gestaakt. Jeugdige amateurastronomen kunnen terecht bij de Jongerenwerkgroep voor Sterrenkunde.
Jaarlijks worden landelijke sterrenkijkdagen gehouden. Elk jaar staat het donker centraal tijdens de Nacht van de Nacht. In België is er de Vereniging voor Sterrenkunde. Ook bestaan er volkssterrenwachten die voor het publiek toegankelijk zijn.
Meer specialistisch zijn verenigingen die zich bezighouden met specifieke terreinen van de astronomie zoals de American Association of Variable Star Observers die waarnemingen aan veranderlijke sterren van amateurs over de hele wereld verzamelt en deelt met de professionele wetenschappelijke gemeenschap.
Voor jongeren met een interesse voor wetenschap in het algemeen en astronomie in het bijzonder zijn er diverse jaarlijks terugkerende zomerkampen. In Nederland organiseert de JWG kampen en andere sterrenkundige activiteiten voor jongeren van 8 tot 24 jaar. Het internationale International Astronomical Youth Camp wordt georganiseerd voor jongeren vanaf 16 jaar.